# Торпеда Вайтгеда
Торпеда Вайтгеда — серія торпед британського інженера Роберта Вайтгеда, що стояли на озброєнні усіх великих флотів світу. Вайтгед вдосконалив розробку австро-угорського фрегаттен-капітана Джованні Лаппіса (нім. Giovanni Luppis) і біля 1866 розробив самохідну торпеду, яку приводив у рух мотор, що працював на стисненому повітрі. Перша торпеда при довжині 3,35 м, діаметрі 356 мм мала масу близько 136 кг при 8 кг вибухівки і дальність дії 640 м при швидкості 6 вузлів.
Торпеда вперше була використана 29 травня 1877, коли британський фрегат «HMS Shah» спробував торпедувати перуанський монітор «Huascar». 16 січня 1878 в ході Російсько-турецької війни два катери вперше потопили турецький пароплав «Intibah». Під час Громадянської війни в Чилі 23 квітня 1891 торпедні катери вперше затопили з відстані 100 м військовий корабель — панцирний фрегат Blanco Encalada. В час Другої світової війни німецький важкий крейсер Blücher був затоплений 9 квітня 1940 з фортеці Оскарборг двома ще австро-угорськими торпедами Вайтгеда.

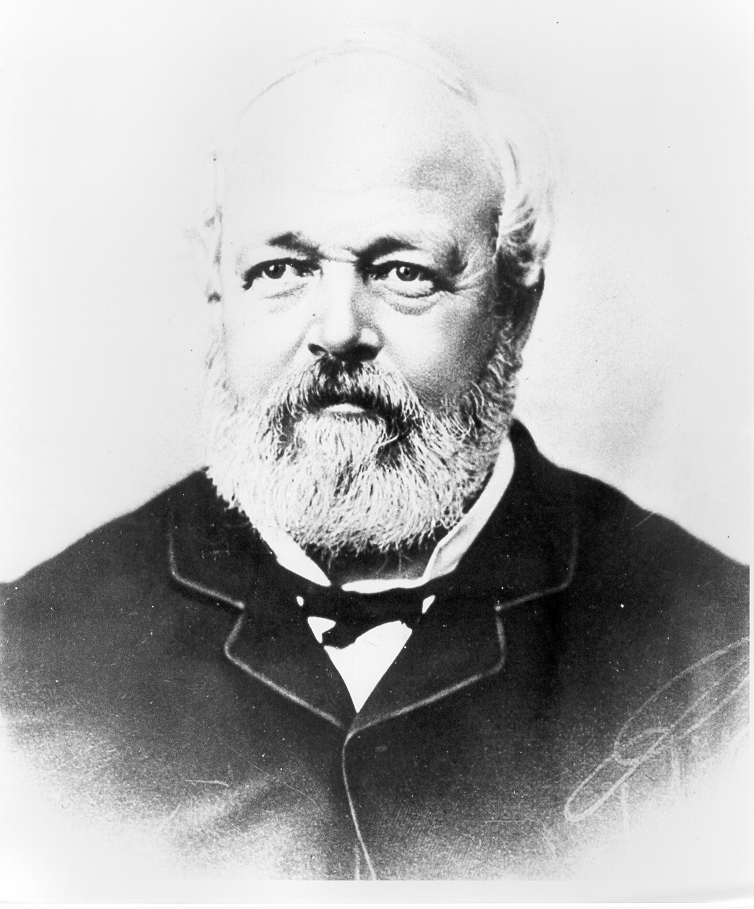
Роберт Вайтгед

## Історія
Невідомий сьогодні австро-угорський офіцер берегової артилерії намагався використати проти ворожих кораблів човен з вибухівкою, що приводився в рух паровою машиною і мотузками керувався з берега. Після його смерті ідея зацікавила капітана Джованні Луппіса, який розробив дві моделі, остання з яких «6m» приводилась в рух годинниковим механізмом. У 1860 він показав модель «6m» імператору Францу Йосифу I, але флотська комісія її відхилила через недовершене керування і малу швидкість. Мер Фіуми Джованні Джотта познайомив Луппіса з британським інженером-механіком Робертом Вайтгедом. Вони уклали угоду і до 1864 в основному була розроблена концепція торпеди, що могла пересуватись під водою за допомогою мотора на стисненому повітрі, автоматично контролюючи глибину, напрямок.
21 грудня 1866 морська комісія схвалила торпеду Whiteheads-Luppis’ і доручила розпочати дослідне виробництво. На 1868 Вайтгед розробив дві модифікації торпеди з різною вагою вибухової речовини і систему контролю глибини і напрямку. Завдяки цьому австрійський флот купив 1869 права на торпеду Вайтгеда, швидкість якої на 1877 довели до 18 вузлів при дальності 830 метрів. Одночасно Вайтгед зберіг право продажу торпеди іншим країнам і після демонстраційних запусків право на неї 1871 купив Royal Navy. Згодом торпеди почали купувати флоти інших держав. З 1880-х років розпочали розгортання торпедних човнів під торпеди Вайтгеда, розробляти проекти їхнього застосування з підводних човнів. Але залишалась проблема відхилення від курсу через вітер, хвилі. Її вирішував гіроскоп австрійського інженера Людвіга Обрі, права на який купив 1896 Вайтгед.
Серійне виробництво торпед розпочали 1872 у британському Королівському арсеналі Вулвича. Американська компанія E. W. Bliss купила права і 1892 розпочала виготовлення торпед для флоту США. Завод Stabilimento Tecnico di Fiume відкрили 1873, але через два роки він збанкрутував. Тому Роберт Вайтгед реорганізував її 1875 у Torpedo-Fabrik von Robert Whitehead (згодом Whitehead & Co.). Після смерті 1905 Роберта Вайтгеда спадкоємці продали підприємство компаніям Vickers Limited і Armstrong Whitworth, які володіли нею до початку війни.

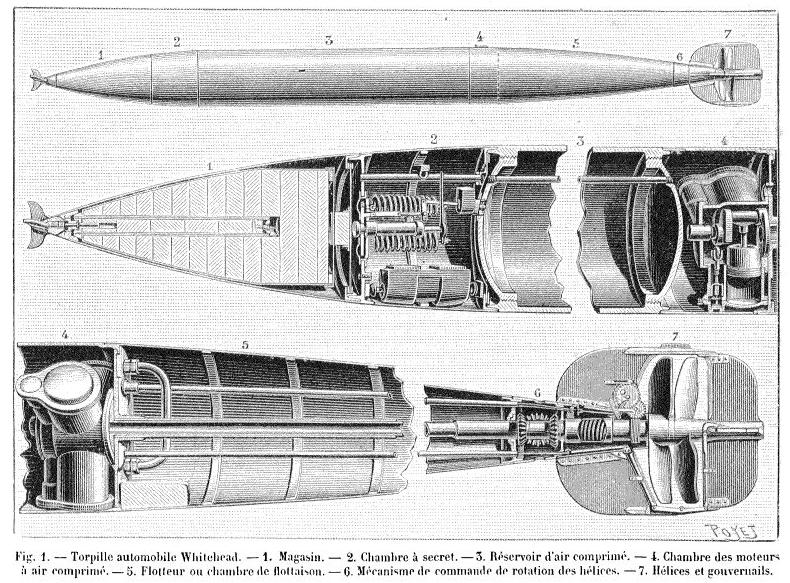
Схема торпеди. 1891
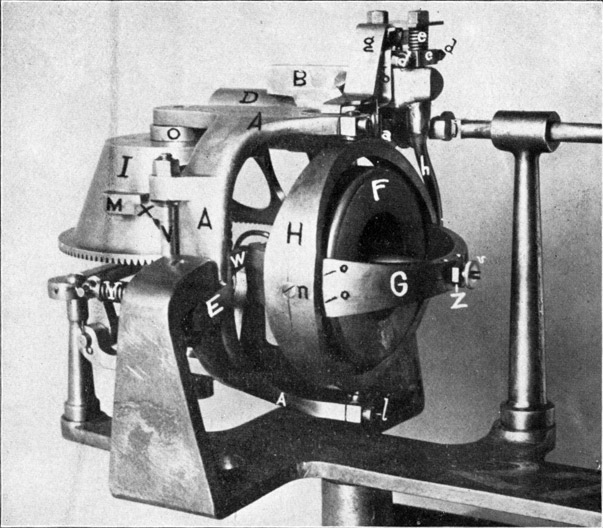
Гіроскоп Обрі. 1895
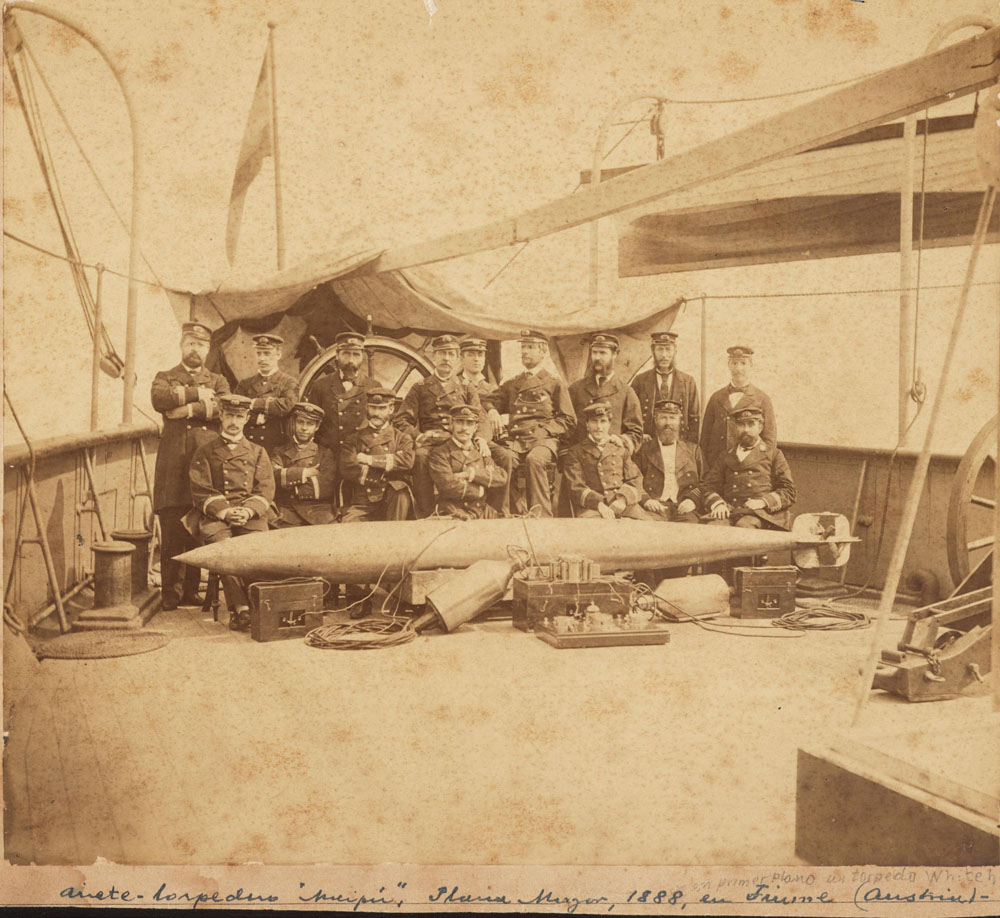
Аргентинські моряки біля торпеди Вайтгеда. Фіума. Австро-Угорщина. 1888
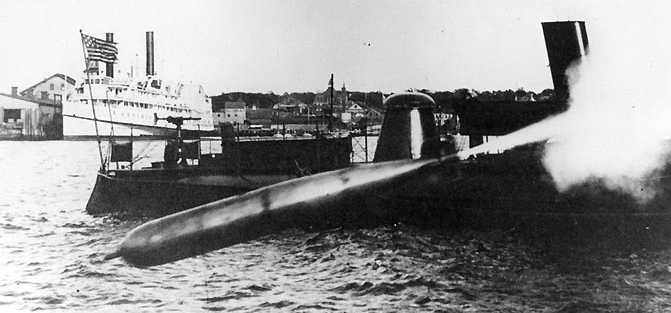
Торпеда Вайтгеда Mark III. Род-Айленд. 1894
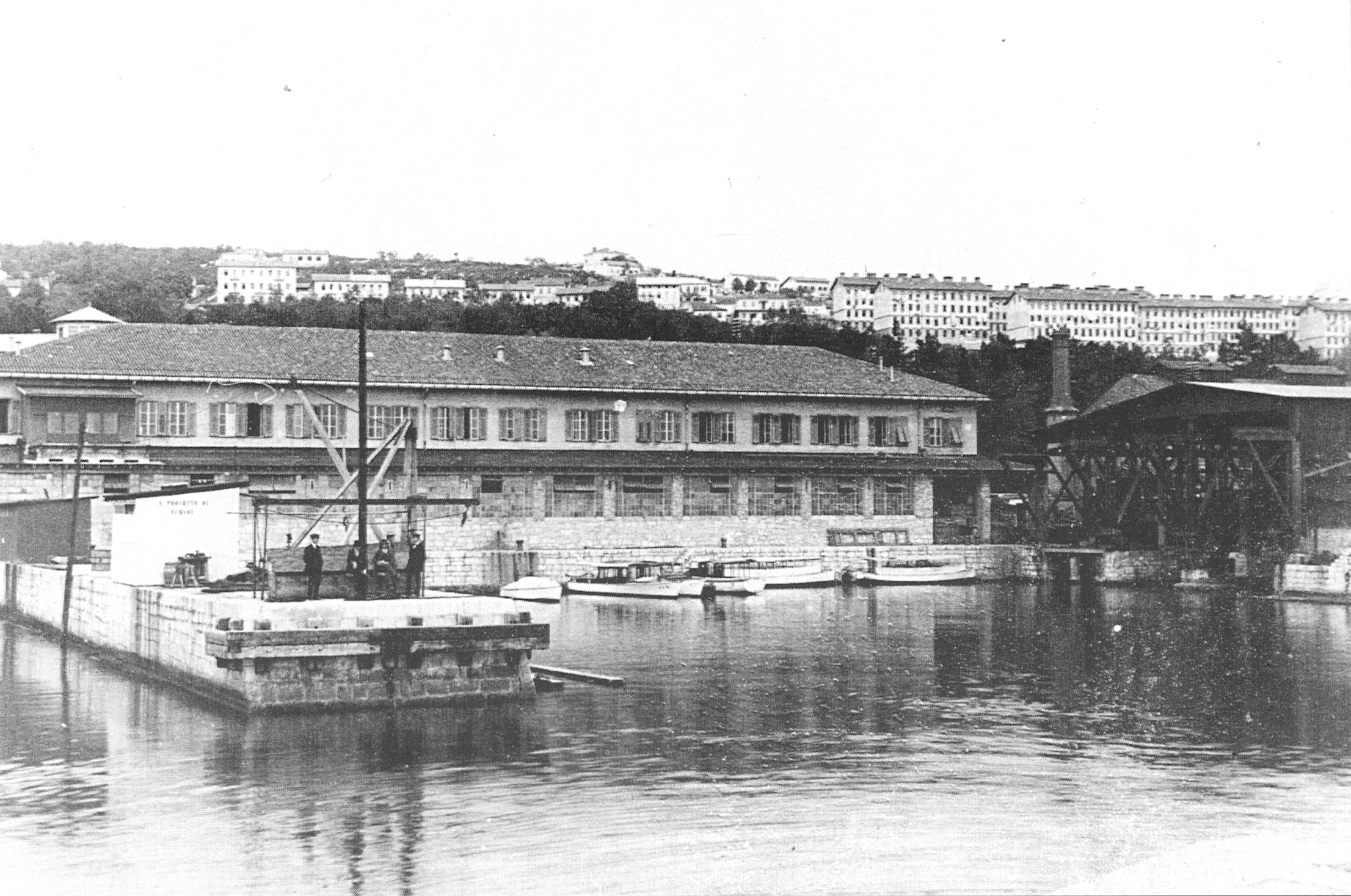
Фабрика Whitehead & Co. Фіуме. 1910

## Флоти-оператори
- •Ц.к. Крігсмаріне
- •Royal Navy
- •Кайзерліхе Маріне
- •Регіа Маріна
- •Маріне Націонале
- •Військово-морські сили США
- •Імперський флот Росії
- •ВМС Бельгії
- •Королівські ВМС Данії
- •Королівські ВМС Норвегії
- •ВМС Швеції
- •ВМС Португалії
- •ВМС Чилі
- •ВМС Аргентини
- •ВМС Греції

## Модифікації
| Модель (рік виробництва)      | Довжина, м | Матеріал корпусу | Вага торпеди, фунт | Вага вибухової речовини, фунт | Швидкість ходу, вузлів | Дальність ходу, ярд                                 | Вартість (фунт стерлінгів) |
| ----------------------------- | ---------- | ---------------- | ------------------ | ----------------------------- | ---------------------- | --------------------------------------------------- | -------------------------- |
| 356-мм (1866)                 |            |                  | 265                | 18                            | 7                      | 200                                                 |                            |
| 356-мм (1868)                 |            |                  | 346                | 40                            | 7                      | 200                                                 |                            |
| 406-мм (1868)                 |            |                  | 650                | 67                            | 7?                     | 600                                                 |                            |
| 356-мм (1875)                 |            |                  | 530                | 26                            | 18                     | 600                                                 |                            |
| 381-мм (1882)                 | 5,7        | Сталь чи бронза  | 904                | 94                            | 21                     | 800                                                 | 350 (С), 380 (Б)           |
| 356-мм (1882)                 |            |                  | 498                | ?                             | 24                     | 400                                                 |                            |
| 356-мм (1883) (збільшено 14") |            |                  |                    | 117                           | 20                     | 800                                                 |                            |
| 356-мм (1883)                 |            |                  | 581                | 44                            | 21                     | 650                                                 |                            |
| 305-мм (1883)                 |            |                  | 272                | 33                            | 21                     | 200                                                 |                            |
| 356-мм MkV (1886)             |            |                  | 660                | 58                            | 24                     | 600                                                 |                            |
| 457-мм (1890) Mk 1B           |            |                  | 1236               | 198                           | 30                     | 800 при 27,5 вузлах                                 |                            |
| 457-мм (1892) Mk 2            |            |                  | 845                | 118                           | 30                     | 800 при 27 вузлах                                   |                            |
| 457-мм (1893) Mk 2 (Тип C)    |            |                  | 1232               | 132                           |                        | 1500 при 28,5 вузлах                                |                            |
| 457-мм (1906)                 |            |                  | 1609               | 220                           | 35                     | 1000                                                |                            |
| 457-мм (1908)                 |            |                  | 1609               | 253                           | 42                     | 1090 на 42 вуз., 2190 при 34 вузл. 4370 на 28 вузл. |                            |
| 457-мм RGF Mk VII (1908)      |            |                  | 1553               | 200                           | 41                     | 5500 на 41 вузл., 3000 при 34 вузл.                 |                            |
| 457-мм (1911)                 |            |                  | 1620               | 253                           | 42                     | 1090 на 42 вуз., 6560 при 27 вузл.                  |                            |
| 457-мм (1911)                 |            |                  | 1743               | 220                           | 44                     | 6560 на 31 вуз., 2190 при 44 вузл.                  |                            |

## Подальші розробки
- Торпеда Шварцкопфа
- Торпеда Ховелла

Вайтгедом було розроблено ряд торпед для ВМС США. Компанія E. W. Bliss Company з Брукліну 1892 розпочала виготовлення 100 Whitehead Mark 1 torpedo з гіроскопом Людвіга Обрі, 1892 Whitehead Mark 1B torpedo, 1893 Whitehead Mark 2 torpedo, 1893 Whitehead Mark 2C torpedo.